# Jacques Lallemant
Jacques Charles-Alexandre Lallemant, né à Paris en 1691, mort dans la même ville le 6 avril 1740, est un évêque de Séez du XVIIIe siècle.

## Biographie
Jacques Lallemant est le deuxième des treize enfants de Charles Louis Lallemant de Levignen receveur général des finances de la généralité de Soissons et de Catherine Charlotte Troisdames. Il est le frère cadet de Louis François Lallemant de Levignen (1686-1767), intendant de la généralité de Caen (1726-1766).
Il est vicaire-général et official de l'évêque d'Autun pour Moulins, prieur du Saint-Sépulcre de Jaligny et visiteur général des carmélites, quand en 1728 il est nommé à l'évêché de Séez. Confirmé le 15 décembre 1728, il est consacré en 1729 par Louis de La Vergne-Montenard de Tressan, l'archevêque de Rouen.
C'est un théologien connu qui publie des mandements de doctrine et de discipline pour l'instruction de son diocèse, un grand catéchisme et un nouveau bréviaire. Lallemant enrichit son église des précieuses reliques de Saint Godegrand, dont elle a été privée depuis les invasions des normands. À l'époque du jansénisme, il rencontre une vive opposition de la part de plusieurs prêtres de son diocèse.